# ГЭС Шуанцзянкоу
Шуанцзянко́у (кит. упр. 双江口, пиньинь Shuāngjiāngkǒu) — плотина, строящаяся в настоящее время на реке Дадухэ в провинции Сычуань, Китай. По завершении строительства 312-метровая плотина станет самой высокой плотиной в мире. Строительство началось в 2008 году, и ожидалось, что весь проект будет завершен в 2018 году. К апрелю 2011 г. более 200 млн кубометров материала были выкопаны со строительной площадки. В марте 2013 года Министерство охраны окружающей среды Китая одобрило строительство плотины и связанных с ней объектов. Правительство признало, что плотина окажет негативное воздействие на окружающую среду, но разработчики работают над их смягчением. Плотина строится компанией Guodian Group и стоит 4,02 млрд долл. США. Первоначально ожидалось, что весь период строительства продлится 10 лет... По информации 2020 года, первая турбина должна дать ток в декабре 2024 года, позднее было заявлено что все турбины будут введены в эксплуатацию к 2027 году.

## Конструкция
По завершении строительства плотина Шуанцзянкоу будет иметь высоту 315 метров и длину 649 м. Это каменно-насыпная плотина с относительно непроницаемым ядром. Ширина гребня плотины составит 16 м, высота — 2510 м над уровнем моря. Структурный объем составит 44 млн кубометров. Площадь водосбора — 39 330 км²., ёмкость водохранилища 3,135 км³, из которых 2,151 км³ — регулирующая или активная ёмкость. Нормальная отметка водохранилища — 2500 м над уровнем моря, минимальная — 2420 м. Электростанции плотины будет содержать четыре 500-МВт радиально-осевых турбины-генератора с общей установленной мощностью 2000 МВт. Утвержденная мощность электростанции ожидается на уровне 503 МВт, при работе станции 4064 часа в год. Расход электростанции составит 1090 куб.м/с, средний гидравлический напор — 226,4 м.